# Pascual Babiloni
Jesús Pascual Babiloni Soler (Castellón de la Plana, España, 13 de noviembre de 1946 - Ibidem., 22 de febrero de 2023, fue un futbolista español que se desempeñaba como defensa.

## Carrera profesional
Jesús Babiloni, jugó la mayor parte de su carrera profesional con el Club Deportivo Castellón, en dos etapas: 1965-1968 y 1970-1977, con un intervalo de 1968-1970 en donde fue fichado por el Real Madrid, en donde ganó una Liga y una Copa de España. En el Castellón jugó 321 partidos, consiguiendo el ascenso a la Segunda División en 1966 y a la Primera División en 1973. Terminó su carrera profesional con los equipos Benicarlo de 1977-1978 y con Unión Deportiva Vall de Uxó de 1978 al 1981 en que se retiró de su actividad profesional.

## Fallecimiento
Falleció el 22 de febrero del 2023 a los 76 años.
"El Real Madrid C. F., su presidente y su Junta Directiva lamentan profundamente el fallecimiento de Jesús Pascual Babiloni. El Real Madrid quiere expresar sus condolencias y su cariño y afecto a todos sus familiares, sus compañeros y seres queridos", publicó el Real Madrid.
Las exequias fúnebres tendrán lugar este jueves a las 17 horas en la capilla del Nuevo Tanatorio.

## Clubes
| Club              | País   | Año       |
| ----------------- | ------ | --------- |
| C. D. Castellón   | España | 1965-1968 |
| Real Madrid C. F. | España | 1968-1970 |
| C. D. Castellón   | España | 1970-1977 |
| C. D. Benicarló   | España | 1977-1978 |
| U. D. Vall de Uxó | España | 1978-1981 |